# Francisco Xavier Berganza
Francisco Xavier Berganza Escorza (Apan, Hidalgo; 19 de marzo de 1967) es un músico, empresario, cantautor y político mexicano.

## Biografía
Nacido en Apan, Hidalgo; aunque desde pequeño residió en Tulancingo, Francisco Berganza Escorza, es un cantante famoso en México, su principal auge fue en las décadas de los años 80 y 90, conocido únicamente por su nombre artístico de Francisco Xavier.
, es recordado por ser ganador de Festivales OTI y sus interpretaciones en programas de televisión como Siempre en Domingo. Algunos de sus éxitos son  "Déjenos Vivir", "Qué Es La Libertad", "Perdóname" entre otros, siendo a la fecha el más recordado "Y Aquí Estoy". A mediados de los años 90, se retiró de su carrera como cantante y permaneció alejado de los escenarios. 
En 1997 volvió a la escena pública esta vez en el ámbito político, al ser electo diputado federal por el Distrito IV de Tulancingo a la LVII Legislatura siendo recordado por donar su sueldo en los municipios que comprendían su demarcación electoral. En 1999 fue candidato del PAN a gobernador de Hidalgo, quedando en segundo lugar de las preferencias electorales, posteriormente comenzaron una serie de problemas legales y acusaciones que nunca fueron probadas, provocando escándalo, la primera fue por un presunto secuestro, que le valió una orden de aprehensión. En consecuencia de múltiples atentados a su vida, se presentó su desaparición por alrededor de tres años. [cita requerida]
Regresó a la vida pública en 2006, una vez aclarada su anterior acusación fue postulado por la Coalición Por el Bien de Todos con Convergencia, como candidato a Senador por Hidalgo. Durante su campaña al senado, fue nuevamente acusado, esta vez por tentativa de violación, nuevamente no hubo pruebas, recibió un amparo y finalmente fue elegido Senador, ejerció el cargo de 2006 a 2012. El 18 de marzo de 2016, se estrenó su último material discográfico, el álbum "Y AQUI ESTOY". El 30 de enero del 2016, fue elegido candidato del PAN a Gobernador del Estado de Hidalgo, quedando en segundo lugar ante una elección de Estado. El 5 de mayo de 2017, regresó con éxito  profesionalmente a su carrera artística en el Centro Cultural Teatro 1 (antes TELMEX). Durante los años siguientes, se defendió de una demanda legal que interpuso Omar Fayad en su contra, de la cual, ha salido favorecido en las diferentes instancias jurídicas. Actualmente es Diputado local del partido Movimiento Ciudadano.